# Посёлок Гарнизона «Остафьево»
Посёлок Гарнизона «Остафьево» — бывший военный городок, микрорайон Щербинки.
Расположен к северо-западу от основной территории, неподалёку от аэропорта Остафьево.

## История
Гарнизон «Остафьево» расположен к северо-западу от основной территории Щербинки на расстоянии 6 км от МКАД на Симферопольском шоссе. Основан в 1934 году как аэродром НКВД. В Великую Отечественную войну был реорганизован в военный аэродром специального назначения (АСН) ВВС Красной Армии, получивший название «Остафьево». Вошёл в состав 17-й авиационной дивизии дальнего действия согласно приказу НКО СССР от 13.09.1942 № 00200 и приказу ВВС МВО от 02.10.1942 № 0186.
На аэродроме дислоцировались истребители Як-1, МиГ-3, ЛаГГ-3 и поставлявшиеся по ленд-лизу самолёты «Аэрокобра», «Каталина» и «Бостон», а также 1-я воздушная истребительная армия ПВО.
К 1999 году полк был переведён в Ступино.
Посёлок Гарнизона «Остафьево» функционирует как посёлок при аэропорте.

### Присоединение к Щербинке
С 1 января 1995 года имел статус посёлка, административно подчинённого городу Щербинке Московской области (с 13.03.1997 года — сельский населённый пункт, подчинённый Администрации Щербинки). Был объединён с Щербинкой на основании постановления губернатора Московской области от 1 ноября 2004 г. N 246-ПГ «Об объединении посёлка Гарнизона „Остафьево“ и города Щербинки Московской области».

## Население
Согласно Всероссийской переписи, в 2002 году в посёлке проживало 0 человек[прояснить].